# 秋のまんが祭り
『秋のまんが祭り』（あきのまんがまつり）は、1971年（昭和46年）10月2日から10月23日までTBS系列局が毎週土曜 19:00 - 19:30 （日本標準時）に編成していたアニメーション映画放送枠である。全4回。
前番組『夢の世界旅行 クイズジャンボ』が賞金・賞品の総額が100万円までに制限されるのを受け終了したのに伴い、10月30日に石森章太郎（後の石ノ森章太郎）原作・東映動画（現・東映アニメーション）制作のテレビアニメ『原始少年リュウ』がスタートするまでの間、同作品の宣伝も兼ねて同局が編成した枠で、同じく石森原作・東映動画制作の劇場アニメ『空飛ぶゆうれい船』（1969年7月20日公開）と『海底3万マイル』（1970年7月19日公開）の2作品をそれぞれ2分割した上で放送した。

## 放送内容
| 回 | 放送日         | タイトル               | 脚本          | 演出   | 声の出演                                           |
| -- | -------------- | ---------------------- | ------------- | ------ | -------------------------------------------------- |
| 1  | 1971年 10月2日 | 空飛ぶゆうれい船・前編 | 辻真先 池田宏 | 池田宏 | 野沢雅子、田中明夫、里見京子、岡田由紀子、納谷悟朗 |
| 2  | 10月9日        | 空とぶゆうれい船・後編 | 辻真先 池田宏 | 池田宏 | 野沢雅子、田中明夫、里見京子、岡田由紀子、納谷悟朗 |
| 3  | 10月16日       | 海底3万マイル・前編    | 岡本克巳      | 田宮武 | 野沢雅子、小鳩くるみ、海野かつを、人見明、納谷悟朗 |
| 4  | 10月23日       | 海底3万マイル・後編    | 岡本克巳      | 田宮武 | 野沢雅子、小鳩くるみ、海野かつを、人見明、納谷悟朗 |